# Terrorismo no Iêmen
O terrorismo no Iêmen tornou-se um fenômeno altamente preocupante nos últimos anos. 
O Iêmen foi o local de dois grandes ataques terroristas - o ataque contra o USS Cole em outubro de 2000 no porto de Aden e o bombardeio do petroleiro francês Limburg no porto de Al Mukalla dois anos depois. 
A rede terrorista al-Qaeda tem forte presença no Iêmen e a sua filial iemenita, a al-Qaeda na Península Arábica (AQPA), foi considerada uma das mais violentas e ameaçadoras do grupo, sendo responsável por uma insurgência em várias partes do território iemenita.
Embora a al-Qaeda utilize o território iemenita como base para treinamento e operações, vários incidentes demonstraram que o próprio país é alvo de ataques. Houve ataques contra alvos civis e turistas, e houve um plano de bomba para um avião cargueiro em 2010. As operações antiterroristas foram conduzidas pela polícia iemenita, pelas forças armadas iemenitas e pelas Forças Armadas dos Estados Unidos. Em sua guerra contra o terrorismo no país, o governo dos Estados Unidos descreve o Iêmen como "um parceiro importante na guerra global ao terrorismo".  Entretanto, mesmo com a repressão do governo iemenita e os bombardeios estadunidenses com drones (aviões não tripulados), as atividades da al-Qaeda permaneceriam fortalecidas.
A má governança e a instabilidade resultante da Revolução Iemenita de 2011 permitiram que os movimentos extremistas ganhassem território e explorassem a situação caótica para obter apoio. A guerra civil inciada em 2015 intensificaria o problema, pois o combate ao movimento xiita dos houthis tornou-se o foco principal do governo liderado por Hadi e das forças da coalizão árabe, ademais, o próprio governo e a coalizão muitas vezes fariam alianças com grupos extremistas para combater os houthis. O sectarismo também aumentou com o início da guerra civil, particularmente quando os houthis capturaram territórios onde os sunitas residem, assim os grupos extremistas foram capazes de tirar proveito dessa situação e oferecer à população sunita um meio para retaliar ou proteger seu território.

## Ataques a alvos civis
Em outubro de 2002, perto do porto de Mukalla, homens-bomba colidiram uma embarcação repleta de explosivos no Limburg, um petroleiro francês, matando um tripulante búlgaro e derramando 90.000 barris (14.000 m3) de petróleo no Golfo de Áden. Abdulraheem al-Nashiri, nascido na Arábia Saudita, principal suspeito do atentado do USS Cole, pagou US $ 40.000 para financiar o ataque ao Limburg. Com esse dinheiro, o antigo líder da al-Qaeda, Abu Ali al-Harithi, comprou os explosivos e os transportou de sua casa em Shabwa para Mukalla, em Hadramut. 
Em 3 de novembro de 2002, houve um ataque a um helicóptero que transportava os funcionários da Hunt Oil Co. logo após decolar de Saná. Um míssil e uma metralhadora foram disparados contra o helicóptero, ferindo dois cidadãos norte-americanos. Uma pessoa foi presa pelo ataque ao helicóptero, bem como pelo ataque bombista ao edifício da Autoridade de Aviação Civil e Meteorológica em Saná. 
Em 30 de dezembro de 2002, um fundamentalista islâmico matou três trabalhadores norte-americanos e feriu outro em um hospital em Jibla com um rifle semi-automático. Dois homens foram condenados e executados pelo ataque - o pistoleiro Abid Abdulrazzaq Al-Kamil e o "mentor" Ali Ahmed Mohamed al-Jarallah, que também havia sido condenado pelo assassinato em 2002 do político iemenita Jarallah Omar. 
Os judeus iemenitas fugiram de suas casas devido a ameaças de extremistas muçulmanos. Os membros da al-Qaeda enviaram cartas a 45 judeus que moravam em al-Salem (perto de Saná) em 19 de janeiro de 2007, acusando-os de envolvimento em uma "conspiração sionista internacional". A comunidade judaica enviou uma queixa ao presidente Ali Abdullah Saleh e se mudou temporariamente para um hotel perto de Saná. O governo iemenita prometeu proteger suas casas e garantiu que eles poderiam voltar. 
Em 17 de setembro de 2008, militantes da Jihad Islâmica no Iêmen atacaram a Embaixada dos Estados Unidos em Saná provocando dezesseis mortes, incluindo seis militantes, seis policiais e quatro civis.
Também houve uma série de ataques a turistas. Um homem-bomba matou oito turistas espanhóis e seus dois motoristas iemenitas em Ma'rib em 2 de julho de 2007. Em 18 de janeiro de 2008, militantes da Al-Qaeda abriram fogo contra um comboio de turistas em Hadhramaut, matando dois turistas belgas, dois iemenitas, o motorista dos turistas e seu guia. Em março de 2009, quatro turistas sul-coreanos e seu guia local foram mortos; os dois atacantes também morreram.

## Operações militares e policiais de combate ao terrorismo
Após os ataques de 11 de setembro de 2001, o presidente Ali Abdullah Saleh tentou eliminar a presença militante jihadista. Em novembro de 2002, as tropas do governo iemenita haviam detido 104 membros suspeitos da al-Qaeda.
Em dezembro de 2001, uma busca pelas forças do governo por dois iemenitas suspeitos de serem membros da al-Qaeda, escondidos perto de Ma'rib, levou a uma batalha armada com homens da tribo, que terminou com a morte de 34 pessoas, incluindo dezoito soldados. Para neutralizar a situação, dez xeiques de Ma'rib foram detidos como reféns do estado no palácio presidencial por 35 dias, até que 43 homens membros inferiores da tribo tomaram seu lugar. 

### Ataques aéreos dos Estados Unidos
Os Estados Unidos afirmaram que usaram assassinatos seletivos pela primeira vez em novembro de 2002, com a cooperação e aprovação do governo do Iêmen. 
Estima-se que 98 ataques por drones foram realizados pelos Estados Unidos no Iêmen de 2002 a 2015: 41 em 2012, 26 em 2013 e 14 em 2014.